# Llum col·limada

A la imatge inferior, la llum ha estat col·limada.

Es denomina  llum col·limada a la llum amb els raigs paral·lels entre si, el que es pot aconseguir de diferents formes, sent la més senzilla fent-la incidir en un mirall còncau des d'una font situada al focus. Se sol dir que la llum col·limada està enfocada a l'infinit.
Es diu que un feix de llum és  col·limat  si la divergència del vector de Poynting corresponent és nul. El flux de l'energia és unidireccional, de manera que cada raig del feix pot considerar-se paral·lel a qualsevol altre. Dins de certes aproximacions sobre la font primordial es pot obtenir un feix col·limat mitjançant un sistema de dues lents: una primera lent fa convergir tots els raigs a la focal de la segona, de manera que finalment surten paral·lels.

## Etimologia
La paraula "col·limar" ve del verb Llatí  collimare, que es va originar en una mala interpretació de collineare, "dirigir en línia recta.

## Tipus
La llum pot ser aproximadament col·limada per una sèrie de processos, per exemple per mitjà d'un col·limador. Perfectament llum col·limada de vegades es diu que està  centrat a l'infinit . Així com la distància d'un punt font augmenta, els fronts d'ona esfèrics es tornen més plans i més a prop d'una ones planaes, perfectament col·limades.

El làser sol estar col·limat, pel fet que es genera en l'interior d'una cambra entre dos miralls d'aquest tipus, a més de ser coherent.
La llum de les estrelles, incloent el Sol, es pot considerar col·limada (per a gairebé qualsevol propòsit) pel fet que estan a distàncies molt grans.
Un mirall parabòlic perfecte portarà els raigs paral·lels a un focus en un únic punt. Els miralls esfèrics són més senzills de construir que els parabòlics i solen utilitzar-se per produir llum més o menys col·limada. Per produir llum col·limada útil, la font de llum ha d'apropar-se a un punt, és a dir, ha de ser petita pel que fa al sistema òptic, com la imatge que forma un mirall d'una estrella. El desavantatge és que, ja que la lluminositat de la majoria de fonts és baixa, aquest sistema òptic no pot produir molta energia òptica. El làser és una excepció important a aquesta regla general.